# ویلیام آلبرتسون
ویلیام آلبرتسون (William Albertson)‏ (۷ مه ۱۹۱۰–۱۹ فوریه ۱۹۷۲)، یک رهبر قرن بیستمی آمریکایی در حزب کمونیست ایالات متحده بود که با دادگاه‌های فدرال و ایالتی مبارزه کرد و در ۱۹۶۴ توسط FBI متهم شد و پس از مرگش در ۱۹۷۵ اطلاع‌رسانی شد. بیوه او در ۱۹۸۹ توافقی خارج از دادگاه با دولت آمریکا به مبلغ ۱۷۰ هزار دلار انجام داد.

## پیش زمینه

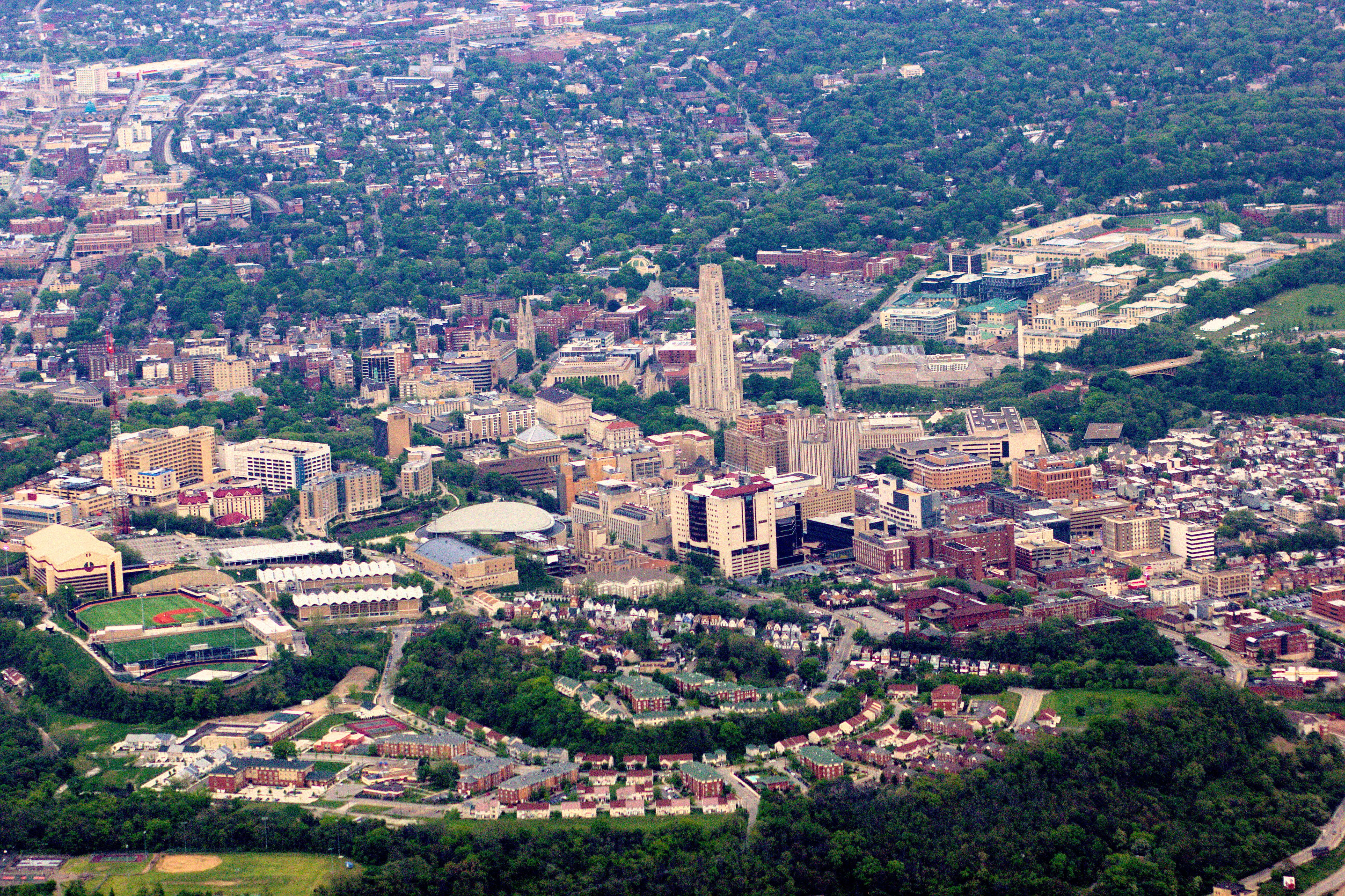
نمای هوایی از دانشگاه پیتسبرگ، محل تحصیل آلبرتسون

ویلیام آلبرتسون در ۷ می ۱۹۱۰ در اودسا (در آن زمان در امپراتوری روسیه واقع شده بود و اکنون در اوکراین قرار دارد) به دنیا آمد. در ۱۰ فوریه ۱۹۱۱، به همراه مادرش استر داشفسکی که تابعیت فرعی دریافت کرد، وارد فیلادلفیا شد (۲۹ ژوئن ۱۹۲۷). از ۱۹۲۳، او در مدرسه شنلی در پیتسبورگ درس خواند و در سپتامبر ۱۹۲۷، تحصیلات پیشا پزشکی را در دانشگاه پیتسبورگ آغاز کرد. در ۱۹۲۸ به اتحادیه کمونیست‌های جوان آمریکا پیوست. اما ۱۹۲۹، به دلیل همکاری با «باشگاه لیبرال» دانشگاه برای تشکیل جلسه‌ای در حمایت از رهبر کارگری، تام مونی، طرد شد.

## حرفه

### حزب کمونیست
در ۱۹۲۷ آلبرتسون به حزب کمونیست ایالات متحده پیوست.
در ۱۵ ژانویه ۱۹۳۱، آلبرتسون قرار بود به عنوان منشی «کمیته موقت جوانان ضد جنگ» ایالت نیویورک برای برگزاری تجمعی یادبود لیبکنشت و تظاهرات ضد جنگ در استار کاسونو در خیابان پارک و خیابان ۱۱۷ در منهتن خدمت کند. ویلیام واینستون، مدیر سی پی یو اس ای و گیل گرین، رهبر وای سی ال قرار بود در این مراسم شرکت کنند.
آلبرتسون در ۱۹۳۲ به نیویورک نقل مکان کرد و تا ۱۹۴۷ در آنجا زندگی کرد. او به عنوان یک مسئول اتحادیه کارگری و سازمان دهنده تا ۱۹۴۰ در آنجا کار کرد.
آلبرتسون کاندید مجلس سنای ایالت نیویورک در ۱۹۳۲ شد.
در ۱۹۳۴، آلبرتسون به عنوان نامزد حزب برای نمایندگی مجلس نمایندگان از ناحیه هفدهم کنگره نیویورک، کاندیدا شد.
در ۱ اکتبر ۱۹۳۹، جوزف زک، مقام سابق حزب و شاهد کمیته مرگ مجلس ایالات متحده، آلبرتسون را در فهرستی از مدیران حزب و جزو هفت نفر از ۴۰ مدیر اتحادیه کنگره سازمان‌های صنعتی (سی ای او) نام برد. در ۱۷ اکتبر ۱۹۳۹، بنجامین گیتلو، یکی از بنیانگذاران سابق حزب، آلبرتسون را به عنوان رهبر حزب معرفی کرد.
در ۱۹۴۲، او یک سال به عنوان منشی و خزانه دار اتحادیه محلی ۱۶ کارکنان هتل و کارکنان رستوران، فدراسیون کار آمریکا، خدمت کرد. در همان دوره، او از نامزدی اسرائیل آمتر برای فرمانداری نیویورک تحت نام حزب کمونیست، حمایت کرد.
در ۱۹۴۳، او یک سال دبیر کار سی پی یو اس ای ملی و همچنین عضو کمیته ایالت نیویورک حزب بود.
در ۱۹۴۴، او به مدت یک سال نایب رئیس انجمن سیاسی کمونیست بروکلین شد.
در ۱۹۴۵، نام آلبرتسون در میان بسیاری از نام‌های دیگر که توسط پدر جان فرانسیس کرونین در گزارشی به نام «مشکل کمونیسم آمریکایی در ۱۹۴۵: حقایق و توصیه‌ها» منتشر شد، ظاهر شد.
در ۱۹۴۶، آلبرتسون دستیار وزیر کار ملی CPUSA شد.
در ۱۹۴۷، آلبرتسون به عنوان دبیر سازمانی منطقه ۵ سی پی یو اس ای (پنسیلوانیا غربی) به پیتسبورگ بازگشت. در همان سال، نام او در مجموعه افسران اصلی حزب کمونیست ملی تحت عنوان «هیئت بازبینی ملی» به عنوان دبیر آمده بود.
در ۱۹۵۰، حزب، او را به سمت دبیر اتحادیه کارگری منطقه ۷ CPUSA (دیترویت) منصوب کرد.
در دهه‌های ۱۹۵۰ و ۱۹۶۰، آلبرتسون یکی از مقامات برجسته ملی حزب بود که در شهر نیویورک مستقر بود و در ۱۹۵۸ دبیر ایالتی حزب شد.
مت سوتیک، خبرچین FBI، در ۱۹۵۰ «ویلیام آلبرتسون، دبیر منطقه حزب کمونیست در غرب پنسیلوانیا» را لو داد. سوتیک موفق شد از شهادت خود در رابطه با حمله به معاون رئیس‌جمهور سابق ایالات متحده و نامزد ریاست جمهوری، هنری ای والاس استفاده کند. بر اساس گزارش نیویورک تایمز؛ «یک مأمور مخفی سابق اداره تحقیقات فدرال امروز شهادت داد که هنری ای والاس، یکبار با دو کمونیست معروف پیتسبورگ در مورد حمایت از کمپین ریاست جمهوری خود صحبت کرد. متیو کوتیک مأمور این کار بود. او در کمیته فعالیت‌های ضد آمریکایی مجلس نمایندگان بیان کرد که خودش یکی از اعضای شناخته شده حزب کمونیست است». سوتیک همچنین از استیو نلسون که سال بعد با آلبرتسون و چهار رهبر درجه سوم حزب دستگیر شدند، نام برد.
در ۲۲ ژانویه ۱۹۶۲، وزارت امور خارجه، گذرنامه آلبرتسون و چند تن دیگر از رهبران حزب کمونیست را باطل کرد.
رابرت اف کندی، لوی دادستان کل ایالات متحده، در گزارشی در ۱ ژوئن ۱۹۶۳ در رابطه با فعالیت‌های خرابکارانه، چندین بار به آلبرتسون اشاره کرد، چرا که کندی طی درخواست های آلبرتسون و سایرین به ثبت نام به عنوان اعضای حزب وادار کرده بود.